# زمین‌گستر (سرده)
زَمین‌گُستَر (Spergularia) سرده‌ای از گیاهان از خانواده میخکیان است.
این سرده در ایران ۴ گونه علفی یک‌ساله و بیشتر شور-روی دارد. 

## گونه‌ها
- زمین‌گستر مدیترانه‌ای (Scheele) Graebn. (Spergularia bocconi)
- Spergularia catalaunica Monnier
- زمین‌گستر دوپرچمی (Guss.) Boiss. (Spergularia diandra)
- Spergularia echinosperma (Celak.) Asch. & Graebn.
- Spergularia heldreichii Foucaud
- Spergularia macrorrhiza (Loisel.) Heynh.
- زمین‌گستر (گیاه) (L.) C.Presl
- Spergularia nicaeensis Sarato ex Burnat
- زمین‌گستر شنی (L.) J.Presl & C.Presl (Spergularia rubra)
- Spergularia rupicola Lebel ex Le Jol.
- زمین‌گستر شورروی J.Presl & C.Presl (Spergularia salina)
- Spergularia segetalis (L.) G.Don
- Spergularia tangerina P.Monnier